# 陷泥河
陷泥河，位于山东省临沂市，原汇入武河，现为邳苍分洪道的一条支流。陷泥河发源于临沂市兰山区西北南沙埠庄村西，东南流，至罗庄区黄山镇（原属郯城县）凤凰墩西入邳苍分洪道，河长31公里，流域面积193.2平方公里。陷泥河上游是临沂城区的一条内河，承担着西南部城区三分之二的排水任务，曾污染严重。2009年对陷泥河综合整治，全线贯通污水管网敷设工程，结束了城区中西部生活污水直排陷泥河的历史。